# Llau de Cotura
La llau de Cotura és una llau del terme de Conca de Dalt, al Pallars Jussà, dins dels antics termes d'Hortoneda de la Conca i d'Aramunt.
Es forma entre les partides de Llagunes (nord-oest), Viars (llevant) i la Vinya (nord-est), a prop de Pessonada, que queda al nord-est, des d'on davalla cap al sud-oest. Deixa les partides esmentades al costat oriental, i s'adreça a prop de la Borda de Cotura, que queda a l'oest. Troba el torrent Salat, travessa la partida de Travet, i s'aboca en el riu de Carreu a ponent de la Font del Bullidor.